# Voltaško-kongoanski jezici
Voltaško-kongoanski jezici, skupina atlantsko-kongoanskih jezika raširenih u području Afrike, koji se dalje dijele na 5 podskupina: a. benue-kongoanske jezike, b. dogonske jezike, c. kru jezike, d. kwa jezike; ukupno 1.362 jezika
A) Benue-kongoanski jezici /Benue-Congo (961)
a. Akpes jezici (1) Nigerija: akpes
b. Ayere-Ahan jezici (1) Nigerija: àhàn.
c. Bantoid jezici (681):
c1. Sjeverni bantoid jezici (18) Nigerija, Kamerun: Dakoid (4): dong, gaa, lamja-dengsa-tola, samba daka; Fam (1): fam; Mambiloid (13): kwanja, mambila (2 jezika, jedan u Kamerunu, jedan u Nigeriji), mbongno, mvanip, ndoola, ndunda, njerep, somyev, suga, twendi, vute, wawa.
c2: Južni bantoid jezici (659):
a. Beboid (14) Kamerun, Nigerija: abar, bebe, bukwen, cung, fang, kemezung, koshin, mashi, mbu', mundabli, naki, ncane, noone, nsari.
b. Ekoid (8) Nigerija: abanyom, efutop, ejagham, ekajuk, nde-nsele-nta, ndoe, nkem-nkum, nnam.
c. Jarawan (15): bada, bile, duguri, dulbu, gwa, jarawa, kulung, labir, lame, mama, mbonga, mbula-bwazza, nagumi, ngong, shiki.
d. Mamfe (3) Kamerun: denya, kendem, kenyang.
e. Mbam (13) Kamerun: bati, elip, leti, mbule, mmaala, nomaande, nubaca, nugunu, tuki, tunen, tuotomb, yambeta,  yangben.
f. Mbe jezici (1) Nigerija: mbe
g. Narrow Bantu (513):
g1. Centralni bantu jezici (337) Demokratska Republika Kongo, Tanzanija, Kongo, Angola, Kenija, Mozambik, Komori, Burundi, Ruanda, Bocvana, Lesoto, Uganda, Zambija, Namibija, Malavi, Zimbabve, Južnoafrička Republika, Esvatini, Sudan: Bembe (D.50) (2): bembe, buyu; Bira-Huku (D.30) (14): amba, bera, bhele, bila, bodo, budu, homa, kaiku, kango,  komo, mbo, ndaka, nyali, vanuma; Enya (D.10) (4): enya, lengola, mbole, mituku; Lega-Kalanga (D.20) (11): bali, beeke, hamba, holoholo, kanu, kwami, lega-mwenga, lega-shabunda, lika, songoora, zimba; Nyanga (D.40) (1): nyanga; Chaga (E.30) (7): gweno, kahe, machame, mochi, rombo, rwa, vunjo; Kikuyu-Kamba (E.20) (8): chuka, dhaiso, embu, gikuyu, kamba, meru, mwimbi-muthambi, tharaka; Kuria (E.10) (11): gusii, ikizu, ikoma, kabwa, kuria, ngurimi, sizaki, suba, temi, ware, zanaki; Nyika (E.40) (10): chonyi, digo, duruma, giryama, malakote, pokomo (2 jezika, gornji i donji), sagalla, segeju, taita; Nyilamba-Langi (F.30) (4): langi, mbugwe, nilamba, nyaturu; Sukuma-Nyamwezi (F.20) (6): bungu, kimbu, konongo, nyamwezi, sukuma, sumbwa; Tongwe (F.10) (6): bende, fipa, mambwe-lungu, pimbwe, rungwa, tongwe; Bena-Kinga (G.60) (9): bena, hehe, kinga, kisi, magoma, manda, pangwa, sangu, wanji; Gogo (G.10) (2): gogo, kagulu; Pogoro (G.50) (2): ndamba, pogolo; Shambala (G.20) (4): asu, bondei, shambala, taveta; Swahili (G.40) (8): komorski (4 jezika: mwali, ndzwani, ngazidja i komorski, makwe, mwani, swahili (2 jezika: kongoanski swahili i swahili); Zigula-Zaramo (G.30) (11): doe, kami, kutu, kwere, luguru, mushungulu, ngulu, sagala, vidunda, zaramo, zigula; Hungana (H.40) (1): hungana; Kongo (H.10) (10): beembe, doondo, kaamba, kongo (2 jezika: kongo, san salvador), kunyi, laari, suundi, vili, yombe; Mbundu (H.20) (4): bolo, mbundu, nsongo, sama; Yaka (H.30) (7): lonzo, mbangala, ngongo, pelende, sonde, suku, yaka; Haya-Jita (J.20) (9): haya, jita,  kara, kerewe, kwaya, nyambo, subi, talinga-bwisi, zinza; Konzo (J.40) (2): konjo, nande; Masaba-Luyia (J.30) (8): bukusu, idakho-isukha-tiriki, logooli, luyia, masaba, istočni nyala, nyole, nyore; Nyoro-Ganda (J.10) (12): chiga, ganda, gungu, gwere, hema, kenyi, nyankore, nyoro, ruli, singa, soga, tooro; Rwanda-Rundi (J.60) (6): ha, hangaza, rundi, rwanda, shubi, vinza; Shi-Havu (J.50) (8): fuliiru, havu, hunde, joba, kabwari, nyindu, shi, tembo; Chokwe-Luchazi (K.20) (9): chokwe, luchazi, luimbi, luvale, mbunda, mbwela, nkangala, nyemba, nyengo; Diriku (K.70) (1): diriku; Holu (K.10) (4): holu, kwese, phende, samba; Kwangwa (K.40) (6): kwangali, luyana, mashi, mbowe, mbukushu, simaa; Mbala (K.60) (1): mbala; Salampasu-Ndembo (K.30) (3): lunda, ruund, salampasu; Subia (K.50) (3): fwe, subiya, totela; Bwile (L.10) (1): bwile; Kaonde (L.40) (1): kaonde; Luba (L.30) (6): hemba, kanyok, luba-kasai, luba-katanga, lwalu, sanga; Nkoya (L.50) (1): nkoya; Songye (L.20) (5): bangubangu, binji, kete, luna, songe; Bemba (M.40) (3): aushi, bemba, taabwa; Bisa-Lamba (M.50) (3): lala-bisa, lamba, seba; Lenje-Tonga (M.60) (6): dombe, ila, lenje, sala, soli, tonga; Nyakyusa (M.30) (1): nyakyusa-ngonde; Nyika-Safwa (M.20) (6): malila, ndali, nyamwanga, nyiha, safwa, wanda; Nyika-Safwa (N.20) (1): lambya; Manda (N.10) (3): matengo, ngoni, tonga; Manda (N.12) (1): mpoto; Nyanja (N.30) (1): nyanja; Senga-Sena (N.40) (7):  barwe, kunda, nsenga, nyungwe, phimbi, sena (2 jezika: malavijski sena i sena); Tumbuka (N.20) (1): tumbuka; Makua (P.30) (16): chuwabu, kokola, koti, lolo, lomwe, maindo, makhuwa, makhuwa-marrevone, makhuwa-meetto, makhuwa-moniga, makhuwa-saka, makhuwa-shirima, manyawa, marenje, nathembo, takwane; Matumbi (P.10) (7): matumbi, mbunga, ndendeule, ndengereko, ngindo, nindi, rufiji; Yao (P.20) (6): machinga, makonde, mwera ili chimwera, mwera ili nyasa, ndonde hamba, yao; Herero (R.30) (2): herero, zemba; Ndonga (R.20) (5): kwambi, kwanyama, mbalanhu, ndonga, ngandyera; Južni Mbundu (R.10) (4): ndombe, nkhumbi, nyaneka, umbundu; Yeye (R.40) (1): yeyi; Chopi (S.60) (2): chopi, tonga; Nguni (S.40) (4): ndebele, swati, xhosa, zulu; Shona (S.10) (8): dema, kalanga, manyika, nambya, ndau, shona, tawara, tewe; Sotho-Tswana (S.30) (8): birwa, kgalagadi, lozi, ndebele, sotho (2 jezika: sjeverni i južni), tswana, tswapong; Tswa-Ronga (S.50) (3): ronga, tsonga, tswa; Venda (S.20) (1): venda; Neklasificirani (9): boguru, gbati-ri, isanzu, kari, mayeka, ngbee, ngbinda, nyanga-li, songo;
g2. Sjeverozapadni bantu jezici (174) Kamerun, Kongo, Ekvatorijalna Gvineja, Gabon, Srednjoafrička Republika, Demokratska Republika Kongo: Bafia (A.50) (5): bafia, dimbong, hijuk, lefa, tibea; Basaa (A.40) (4): bakoko, bankon, barombi, basaa; Bube-Benga (A.30) (5):  batanga, benga, bube, ngumbi, yasa; Duala (A.20) (7): bakole, bubia, duala, isu, malimba, mokpwe, wumboko; Kako (A.90) (3): kako, kwakum, pol; Lundu-Balong (A.10) (8): akoose, bafaw-balong, bakaka, bassossi, bonkeng, mbo, nkongho, oroko; Makaa-Njem (A.80) (13): bekwil, bomwali, byep,gyele, kol, koonzime, makaa, mpiemo, mpongmpong, ngumba, njyem, so, ukhwejo; Yaunde-Fang (A.70) (8): bebele, bebil, beti, bulu, eton, ewondo, fang, mengisa; Kele (B.20) (10): kélé, kota, mahongwe, mbangwe, ndasa, ngom, sake, seki, sighu, wumbvu; Mbere (B.60) (6): kaningi, mbere, ndumu, ngul, ombamba, yangho; Myene (B.10) (1): myene; Njebi (B.50) (4): duma, njebi, tsaangi, wandji; Sira (B.40) (7): barama, bwisi, lumbu, punu, sangu, sira, vumbu; Teke (B.70) (12): ibali (kiteke), ngungwel, tchitchege, teke-eboo, teke-fuumu, teke-kukuya, teke-laali, teke-nzikou, teke-tege, teke-tsaayi, teke-tyee, yaka; Tsogo (B.30) (5): bubi, kande, pinji, simba, tsogo; Yanzi (B.80) (6): boma, ding, mfinu, mpuono, tiene, yansi; Bangi-Ntomba (C.40) (27): babango, baloi, bamwe, bangala, bangi, boko, bolia, boloki, bolondo, bomboli, bomboma, bozaba, budza, dzando, libinza, likila, lingala, lobala, lusengo, mabaale, moi, ndobo, ndolo, ntomba, sakata, sengele, yamongeri; Bushong (C.90) (5): bushoong, dengese, lele, songomeno, wongo; Kele (C.60) (6): foma, kele, lombo, poke, so, mbesa; Mbosi (C.30) (6): akwa, koyo, likwala, likuba, mboko, mbosi; Mongo (C.70) (4): lalia, mongo-nkundu, ngando, ombo; Ngando (C.10) (2): ngando, yaka; Ngombe (C.50) (8): bwa, bwela, kango, ligenza, ngelima, ngombe, pagibete, tembo; Ngundi (C.20) (6): bomitaba, bongili, dibole, mbati, ngundi, pande; Tetela (C.80) (5): kela, kusu, nkutu, tetela, yela; Neklasificirani: molengue.
g3. Neklasificirani (2) Demokratska Republika Kongo: bemba, songa.
h. Ndemli (1) Kamerun: ndemli.
i. Tikar (1) Kamerun: tikar.
j. Tivoid (17) Kamerun, Nigerija: abon, ambo, balo, batu, bitare, caka, eman, esimbi, evant, iceve-maci, ipulo, iyive, manta, mesaka, osatu, otank, tiv.
k. Wide Grassfields (67) kamerun, Nigerija: 
k1. Menchum (1) befang;
k2. Narrow Grassfields (63): 
Fum.
a. Mbam-Nkam (35) Kamerun: Bamileke (11): fe'fe', ghomálá', kwa', medumba, mengaka, nda'nda', ngiemboon, ngomba, ngombale, ngwe, yemba; Ngemba (9): awing, bafut, bambili-bambui, bamukumbit, beba, kpati, mendankwe-nkwen, ngemba, pinyin; Nkambe (7): dzodinka, kwaja, limbum, mbe', mfumte, ndaktup, yamba; Nun (8): baba, bafanji, bamali, bambalang, bamenyam, bamun, bangolan, mungaka.
b. Momo (8): menka, meta', mundani, ngamambo, ngie, ngoshie, ngwo, njen.
c. Ring (17): aghem, babanki, bamunka, bum, isu, kenswei nsei, kom, kuk, kung, laimbue, lamnso', mmen, oku, vengo, weh, wushi, zhoa.
d. Neklasificirani (2): nde-gbite, viti.
k3. Zapadni Momo (3) Kamerun: ambele, atong, busam.
l. Neklasificirani (6) demokratska Republika Kongo, Kamerun: bikya, bishuo, borna, busuu, buya, moingi.
c3. Neklasificirani (4) Nigerija: áncá, buru, kwak, nshi.
d. Cross River jezici (67) Nigerija:
d1. Bendi (9): alege, bekwarra, bete-bendi, bokyi, bumaji, obanliku, putukwam, ubang, ukpe-bayobiri.
d2. Delta Cross (58) Nigerija:
a. Centralna Delta (8): Abua-Odual (2): abua, odual; Kugbo (1): kugbo; abureni; obulom; ogbia; ogbogolo; ogbronuagum.
b. Lower Cross (23) Nigerija: Ebughu (1): ebughu; Efai (1): efai; Efik (4): anaang, efik, ibibio, ukwa; Ekit (2): ekit, etebi; Enwang-Uda (2): enwan, uda; Ibino (1): ibino; Ibuoro (4): ibuoro, ito, itu mbon uzo, nkari; Ilue (1): ilue; Okobo (1): okobo; Usaghade (1): usaghade; eki; idere; obolo; Iko (1): iko; Oro (1): oro.
c. Ogoni (5) Nigerija: baan, eleme, gokana, khana, tee.
d. Upper Cross (22) Nigerija: agoi, agwagwune, bakpinka, doko-uyanga, kiong, kohumono, korop, kukele, legbo, lenyima, leyigha, lokaa, lubila, okam (mbembe, cross river), nkukoli, odut, olulumo-ikom, oring, ubaghara, ukpet-ehom, umon, uzekwe.
e. Dakoid jezici (1) Nigerija: dirim.
f. Defoid jezici (16) Nigerija, Benin, Togo, Kuba: Akokoid (1): arigidi; Ayere-Ahan (1): ayere; Yoruboid (14): ede cabe, ede ica, ede idaca, ede ije, ede nago (3 jezika: kura, manigri-kambolé, ede nago),  ifè, igala, isekiri, lucumi, mokole, ulukwumi, yoruba.
g. Edoid jezici (33) Nigerija: Delta (3): degema, engenni, epie; Središnji sjever (15): edo, emai-iuleha-ora, enwan, esan, ghotuo, ibilo, igwe, ihievbe, ikpeshi, ivbie north-okpela-arhe, ososo, sasaru, uneme, uokha, yekhee; Sjeverozapadni (10): aduge, akuku, ehueun, idesa, iyayu, okpamheri, okpe, oloma, uhami, ukue; Jugozapadni (5): eruwa, isoko, okpe, urhobo, uvbie.
h. Idomoid jezici (9) Nigerija: Akweya (7): agatu, alago, eloyi, etulo, idoma, igede, yala; Yatye-Akpa (2): akpa, yace.
i. Igboid jezici (7) Nigerija: Ekpeye (1): ekpeye; Igbo (6): igbo, ika, ikwere, izi-ezaa-ikwo-mgbo, ogbah, ukwuani-aboh-ndoni.
j. Jukunoid jezici (20) Nigerija, Kamerun: Centralni (14): como karim, etkywan, hõne, jiba, jibu, jiru, jukun takum, kpan, tigon (mbembe), shoo-minda-nye, tita, wannu, wapan, wãpha; Yukuben-Kuteb (5): akum, beezen, kapya, kutep, yukuben; bete.
k. Kainji jezici (57) Nigerija: 
k1. Istočni (30): Amo (1): amo; Sjeverni Jos (27): bina, duguza, dungu, gamo-ningi, gbiri-niragu, gyem, iguta, izora, janji, jere, kaivi, kinuku, kono, kudu-camo, kurama, lemoro, lere, mala, ruma, sanga, shau, sheni, shuwa-zamani, surubu, tumi, vono, ziriya; Piti-Atsam (2): atsam, piti.
k2. Zapadni: Basa (4): basa, basa-gumna, basa-gurmana, bassa-kontagora; Baushi-Gurmana (2): bauchi, gurmana; Duka (4): c'lela, gwamhi-wuri, hun-saare, kag-fer-jiir-koor-ror-us-zuksun; Kainji Lake (2); laru, lopa; Kambari (6): baangi, cishingini, kakihum, tsikimba, tsishingini, tsuvadi; Kamuku (8): acipa (2 jezika: istočni i zapadni), cinda-regi-tiyal, fungwa, hungworo, pongu, rogo, shama-sambuga; Reshe (1); reshe.
l. Nupoid jezici (11) Nigerija: Ebira-Gade (2): ebira, gade; Nupe-Gbagyi (9): asu, dibo, gbagyi, gbari,  gupa-abawa, kakanda, kami, kupa, nupe-nupe-tako.
m. Oko jezici (1) Nigerija: oko-eni-osayen.
n. Plateau jezici (53) Nigerija: Alumu (1): alumu-tesu; Berom (3): berom, eten, shall-zwall; Centralni (9): cara, firan, irigwe, izere, jju (ili kaje), ndun, nyeng, shakara, tyap; Hyam (1): hyam; Ninzo (6): bu, kamantan, kanufi, iako, ninzo, nungu; Sjeverni (6): doka, idon, iku-gora-ankwa, ikulu, kadara, kuturmi; Jugoistočni (3): horom, bo-rukul, fyam; Južni (2): lijili, tanjijili; Tarokoid (4): pe, sur,tarok, yangkam; Zapadni (16): ake, ashe, begbere-ejar, che, cori, eggon, hasha, idun, kagoma, kaningdon-nindem, ningye, numana-nunku-gbantu-numbu, shamang, vaghat-ya-bijim-legeri, yeskwa, zhire; Ayu (1): ayu; toro.
o. Ukaan jezici (1) Nigerija: ukaan.
p. Neklasificirani jezici (2) Nigerija: fali of baissa, ija-zuba.
B) Dogonski jezici (10) Mali: deogon (10 jezika: bangeri me, bondum dom, dogul dom, donno so, jamsay, kolum so, tene kan, tomo kan, toro so, toro tegu).
C) Kru jezici (39):
a. Aizi jezici (3) Obala Slonovače: aizi (3 jezika: aproumu, mobumrin, tiagbamrin).
b. Istočni (11) Obala Slonovače: Bakwe (2): bakwé, wané; Bete (5): béte (3 jezika: guiberoua, gagnoa, daloa), godié, kouya; Dida (3): dida (2 jezika: lakota, yocoboué), neyo; Kwadia (1): kodia.
c. Kuwaa jezici (1) Liberija: kuwaa.
d. Seme (1) Burkina Faso: siamou.
e. zapadni (23) Liberija, Obala Slonovače: Bassa (3): bassa, dewoin, gbi; Grebo (9): glio-oubi, grebo (5 jezika: sjeverni, gboloo, južni, središnji, barclayville), krumen (3 jezika: plapo, pye, tepo); Klao (2): klao, tajuasohn; Wee (9): daho-doo, glaro-twabo, krahn (2 jezika: istočni i zapadni), nyabwa, sapo, wè sjeverni, wè južni, wè zapadni.
D) Kwa jezici (80):
d1. Left Bank jezici (30) Gana, Togo, benin: Avatime-Nyangbo (3): avatime, nyangbo, tafi; Kebu-Animere (2): animere, akebu; Kposo-Ahlo-Bowili (4): adangbe, igo, ikposo, tuwuli; Gbe (21): aguna, aja, éwé, fon, gbe (13 jezika: ayizo, defi, tofin, weme, ci, maxi, gbesi, istočni xwla, kotafon, saxwe, waci, xwela, zapadni xwla), gen, gun, kpessi, wudu.
d2. Nyo jezici (50) Obala Slonovače, Gana, Togo: Agneby (3): abé, abidji, adioukrou; Attie (1): attié; Avikam-Alladian (2): alladian, avikam; Ga-Dangme (2): damgme, ga; Potou-Tano (41): abron, abure, adele, ahanta, akan, anii, anufo, anyin, anyin morofo, awutu, baoulé, beti, cherepon, chumburung, dompo, dwang, ebrié, ega, foodo, gikyode, ginyanga, gonja, gua, jwira-pepesa, kplang, krache, krobu, larteh, lelemi, logba, mbato, nawuri, nchumbulu, nkonya, nzema, sehwi, sekpele, selee, siwu, tchumbuli, wasa; Neklasificirani: esuma.
E) Sjeverni voltaško-kongoanski jezici  (254):
e1.  Adamawa-ubanški jezici (158):
a. Adamawa (88) Nigerija, Čad, Kamerun, Srednjoafrička Republika: awak, bali, bangwinji, bena, besme, bolgo, bon gula, bua, burak, dadiya, dama, day, dek, dii, dijim-bwilim, doyayo, dugun,  duli, duupa, dza, fali (2 jezika, sjeverni i južni), fania, gengle,gey, gimme, gimnime, goundo, gula iro, kaan, kam, kamo, karang, kare, kim, koke, kolbila, koma, kpasam, kugama, kumba, kuo, kwa, kyak, la'bi, laka, lala-roba, leelau, longto, longuda, loo, mághdì, mak, mambai, mboi, mbum, mingang doso, mom jango, mono, moo, mumuye, mundang, ndai, niellim, nimbari, noy, nyong, nzakambay, oblo, pam, pana, pangseng,peere, rang, samba leko, teme, tha, to, tso, tula, tunia, tupuri, voro, waja, waka, wom, yendang, zan gula.
b. Ubangi (70) Srednjoafrička Republika, Demokratska Republika Kongo, Sudan, Kamerun, Kongo: ali, bai, baka, banda (4 jezika: središnji-južni, togbo-vara, južni centralni, zaapdni centralni), banda-bambari, banda-banda, banda-mbrès, banda-ndélé, banda-yangere, bangandu, bangba, barambu, belanda viri, bofi, bokoto, bonjo, buraka, dendi, dongo, feroge, ganzi, gbanu, gbanziri, gbaya (2 jezika: sjeverozapadni, jugozapadni), gbaya-bossangoa, gbaya-bozoum, gbayi, geme, gilima, gobu, gundi, indri, kpagua, kpala, kpatili, langbashe, limassa, ma, mangayat, manza, mayogo, mba, mbandja, mbangi, mono, monzombo, mündü, ndogo, ndunga, ngbaka, ngbaka ma'bo, ngbaka manza, ngbandi (2 jezika: južni i sjeverni),  ngbundu, ngombe, ngundu, nzakara, pambia, sere, suma, tagbu, togoyo, yakoma, yango, zande.
e2.  Gur jezici (96):
a. Bariba (1) Benin: baatonum.
b. Centralni (69) Togo, benin, Gana, Burkina Faso, Obala Slonovače, Mali: akaselem,  bago-kusuntu, biali, bimoba, birifor (dva jezika: malba i južni), bomu, buamu, buli, bwamu (dva jezika: láá láá, cwi), cerma, chakali, chala, južni dagaare, dagaari dioula, sjeverni dagara, dagbani, deg, delo, ditammari, dogosé, dogoso, dyan, farefare, gourmanchéma, hanga, kaansa, kabiyé, kalamsé, kamara, kantosi, kasem, khe, khisa, konkomba, konni, koromfé, kusaal, lama, lukpa, lyélé, mampruli, mbelime, miyobe, moba, mòoré, nateni, nawdm, ngangam, notre, ntcham, nuni (dva jezika: sjeverni i južni), paasaal, pana, phuie, safaliba, sisaala (3 jezika: tumulung, zapadni i sissala), tampulma, tem, turka, vagla, waama, wali, winyé, yom.
c. Kulango (2) Obala Slonovače: kulango (dva jezika: bondoukou, bouna).
d. Lobi (1) Burkina Faso: lobi
e. Senufo (15) Obala Slonovače, Burkina Faso, Mali, Gana: karaboro (2 jezika: zapadni i istočni), nafaanra, senoufo (12 jezika: palaka, cebaara, nyarafolo, syenara, mamara, shempire, supyire, djimini, tagwana, senara, nanerigé, sìcìté.
f. Teen (2) Obala Slonovače: loma, téén.
g. Tiefo (1) Burkina Faso: tiéfo.
h. Tusia (2) Burkina Faso: tusia (sjeverni i južni).
i. Viemo (1) Burkina Faso: viemo.
j. Wara-Natioro (2) Burkina Faso: natioro, wara.

## Vanjske poveznice
- Ethnologue (14th)
- Ethnologue (15th)